# 櫛田胅之扶
櫛田 胅之扶（くしだ てつのすけ、1935年11月19日 - ）は、日本の作曲家・編曲家・指揮者。

## 来歴
京都府立桃山高等学校、京都教育大学卒業。専攻は数学であった。在学中より福本正に作曲を学び、卒業後、本格的に作曲活動を開始する。伝統的な邦楽を基調とした日本的な作風で知られ、国内外で高い評価を得ている。
また、より広い作曲活動を求め、絵画・建築・写真・映像などの分野との一体化による、構造的芸術の創造を目指して取り組んでいる。作曲・編曲・指揮といった音楽分野を越えて、イヴェント・コーディネーターとして広く活躍している。
2000年代以降は、ジャズ楽曲を吹奏楽用に編曲した作品をウィンズスコアより発表しており、編曲家としての新たな一面を見せるなど、精力的な活動を展開している。2000年より「課題曲の中の課題と実践」を執筆、ウィンズスコア社Webサイトにて公開。
2010年より『櫛田てつ之扶オフィシャルブログ「ブラバン音曲草紙」Powered by Winds Score』を開始（読みは「-おんぎょくぞうし」）2013年7月まで更新。また2012年にはFacebook、Twitterアカウントを開設。

## 主要作品

### 作曲

#### 吹奏楽
- 飛鳥 (1970年第3回JBA作曲賞自由形式 努力賞)
- 東北地方の民謡によるコラージュ（1981年全日本吹奏楽コンクール課題曲B）
- 東北地方の民謡によるコラージュ 2011
- 雲のコラージュ（1994年全日本吹奏楽コンクール課題曲IV）
- 火の伝説
- 雪月花
- 嵯峨野
- 陽炎
- 雲はその彩りをそえて
- 飛天
- 斑鳩の空
- 秋の平安京
- 尺八と吹奏楽のためのフィギュレーション
- 舞楽Ⅱ
- 元禄
- 組曲「星のきざはし」第一部
- 組曲「星のきざはし」第二部
- 風の薫りは大地に漂う
- 雅風断章
- Foojin-雷神
- 日本の旋律による三つの情景
- 風雅
- 写楽
- 讃謌 〜Bhagavat Gita（ヴァガバータ・ギータ）〜
- 交響組曲「秀吉」〜もうひとつの太閤記
- 一休禅師－いま宿花知徳の道へ－
- 華音櫻來
- 姫雅舞
- 阿修羅（ASURA）
- 華音櫻來
- 万葉讃歌 〜ソプラノと吹奏楽のための（陸上自衛隊中部方面音楽隊委嘱作品）
- Symphonic Poem「ふしみ」~Stories of the nostalgic scenery~（桃山同窓会・母校創立100周年・吹奏楽創部50周年記念委嘱作品）

#### マンドリンオーケストラ
- 移り行く季節の香りに
- 琴・三弦・尺八とギターマンドリン合奏のためのシンフォニア

#### 邦楽
- 箏・十七絃・尺八のための白い夜

#### 室内楽
- 華音（打楽器アンサンブル）
- 万葉（サクソフォン四重奏）
- イントロダクション・&・ダンスNo.1（打楽器アンサンブル）
- イントロダクション・&・ダンスNo.2（打楽器アンサンブル）
- イントロダクション・&・ダンスNo.3（打楽器アンサンブル）

#### 校歌
- 南丹市立園部小学校

### 編曲作品

#### 吹奏楽編成
- 歌劇「トゥーランドット」
- 組曲「惑星」より「木星」
- テイク・ファイブ
- FLY ME TO THE MOON
- MOON RIVER
- YOU'D BE SO NICE TO COME HOME TO
- OVER THE RAINBOW